# Sigmund Haringer
Sigmund Haringer (München, 1908. december 9. – 1975. február 23.) világbajnoki bronzérmes német labdarúgó, hátvéd.

## Pályafutása

### Klubcsapatban
1928—ban a Bayern München csapatában kezdte a labdarúgást. 1934 és 1939 között a Wacker München labdarúgója volt. 1939–40-ben az 1. FC Nürnberg csapatában szerepelt.

### A válogatottban
1931 és 1937 között 15 alkalommal szerepelt a német válogatottban. Részt vett az 1934-es olaszországi világbajnokságon, ahol bronzérmet szerzett a csapattal.

## Sikerei, díjai
Németország
- Világbajnokság
  - bronzérmes: 1934, Olaszország